# 산탄젤로아파사넬라
산탄젤로아파사넬라(이탈리아어: Sant'Angelo a Fasanella)는 이탈리아 캄파니아주 살레르노도에 있는 코무네이다.